# Liste der Monuments historiques in Laviron
Die Liste der Monuments historiques in Laviron führt die Monuments historiques in der französischen Gemeinde Laviron auf.

## Liste der Objekte
| Bezeichnung           | Beschreibung | Standort                         | Kennzeichnung | Schutzstatus | Datum | Bild |
| --------------------- | --- | -------------------------------- | ------------- | ------------ | ----- | ---- |
| Taufaltar             | Retabel; Holz, vergoldet, 18. Jahrhundert; zugehörig PM25000855 | in der Kirche Ste-Trinité (Lage) | PM25000854    | Classé       | 1985  |      |
| Gemälde Taufe Christi | Ölfarbe auf Leinwand, 18. Jahrhundert | in der Kirche Ste-Trinité (Lage) | PM25000855    | Classé       | 1985  |      |
| Taufbecken            | Holz, vergoldet, 18. Jahrhundert | in der Kirche Ste-Trinité (Lage) | PM25000856    | Classé       | 1985  |      |
| Beichtstuhl           | Holz, 18. Jahrhundert | in der Kirche Ste-Trinité (Lage) | PM25000857    | Classé       | 1985  |      |
| Ziborium              | Silber, vergoldet, gemarkt 1757, Goldschmied Pierre-François Grandguillaume | in der Kirche Ste-Trinité (Lage) | PM25000858    | Classé       | 1985  |      |
| Kirchenausstattung    | Hauptaltar (Altartisch, Tabernakel, Exposition und Retabel), zwei Seitenaltäre (jeweils Altartisch und Retabel), Wandvertäfelung des Chorraums, Kommunionbank und Kanzel; Holz, farbig gefasst und vergoldet, Schmiedeeisen, 18. Jahrhundert | in der Kirche Ste-Trinité (Lage) | PM25001702    | Classé       | 1961  |      |